# La pequeña Dorrit (película de 1987)
La pequeña Dorrit (en inglés, Little Dorrit) es una adaptación cinematográfica de 1987 de la novela de 1857 Little Dorrit de Charles Dickens. Fue escrita y dirigida por Christine Edzard y producida por John Brabourne y Richard B. Goodwin. La música de Giuseppe Verdi fue adaptada a la película por Michael Sanvoisin.
El film está protagonizado por Derek Jacobi, Alec Guinness y Sarah Pickering. Aunque el reparto está repleto de estrellas de la actuación británica e irlandesa como Simon Dormandy, Joan Greenwood, Roshan Seth, Miriam Margolyes, Cyril Cusack o Max Wall. Pickering, por contra, nunca había actuado y sería su incursión en el mundo de la interpretación.

## Production
Little Dorrit tiene una duración de casi seis horas y se estrenó en dos partes, de aproximadamente tres horas cada una. La primera parte se subtituló Nobody's Fault, en alusión a uno de los títulos propuestos por Dickens para la novela original, y la historia se desarrolló desde la perspectiva y las experiencias del personaje de Arthur Clennam. La segunda parte, titulada Little Dorrit's Story, tomó muchos de los mismos eventos y los presentó a través de los ojos de la heroína. Juntos representaron crónicas superpuestas.

## Acogida de crítica y público
Variety escribió "lo que (Edzard) ha logrado con un presupuesto pequeño es asombroso." y The New York Times destacaba el "espectacular reparto."
El film fue nominado a dos Óscars: el de mejor actor secundario (Alec Guinness) y el de guion adaptado de la propia Christine Edzard. Miriam Margolyes ganó El premio a la mejor actriz de reparto en la LA Critics Circle Award por su papel de Flora Finching.

## Reparto
- Derek Jacobi como Arthur Clennam
- Sarah Pickering como Little Dorrit
- Alec Guinness como William Dorrit
- Joan Greenwood como Señora Clennam
- Max Wall como Jeremiah Flintwinch
- Patricia Hayes como Affery Flintwinch
- Cyril Cusack como Frederick Dorrit
- Amelda Brown como Fanny Dorrit
- Daniel Chatto como Tip Dorrit
- Miriam Margolyes como Flora Finching
- Robert Morley como Lord Decimus Barnacle
- Bill Fraser como Señor Casby
- Roshan Seth como Señor Pancks
- John McEnery como Capitán Hopkins
- Mollie Maureen como Señor F.'s Aunt
- Diana Malin como Doncella de Mr. Casby
- Pauline Quirke como Maggy
- Luke Duckett como Joven Arthur